# Мешовити тимови на Летњим олимпијским играма 1896.
На Олимпијским играма 1896. у Атини нису постојале државне репрезентације у данашњем облику, па су зато били могући мешовити тимови састављени од спортиста из више држава. Међународни олимпијски комитет МОК њихове резултате води под именом Мешовити тим са олимпијским кодом XXZ. На Олимпијским играма у Атини била су три таква тима, сва три у тенису у дисциплини мушких парова, и сви су освојили медаље.

## Освајачи медаља
| Медаља | Такмичари                                                                | Дисциплина          |
| ------ | ------------------------------------------------------------------------ | ------------------- |
|        | Џон Пиус Боланд Уједињено Краљевство · Фридрих Траун Немачка             | Тенис, мушки парови |
|        | Дионисиос Касдаглис Грчка Деметриос Петрококинос Грчка                   | Тенис, мушки парови |
|        | Едвин Теди Флек Аустралија · Џорџ Стјуарт Робертсон Уједињено Краљевство | Тенис, мушки парови |